# 미타촌 (히로시마현)
미타촌(일본어: 三田村)은 일본 히로시마현 다카타군에 있던 촌이다. 현재의 히로시마시 아사키타구의 일부에 해당한다.

## 역사
- 1889년 4월 1일 - 정촌제 시행에 의해 다카타군 미타촌이 촌제를 시행해 발족하였다.
- 1956년 9월 30일 - 이바라촌, 시야촌, 고난촌과 합병해, 시라키정이 신설하여 폐지되었다.

## 교통

### 철도
- 일본국유철도
  - 게이비선

## 참고문헌
- 角川日本地名大辞典 34 広島県
- 『市町村名変遷辞典』東京堂出版、1990年。